# Walts Gott

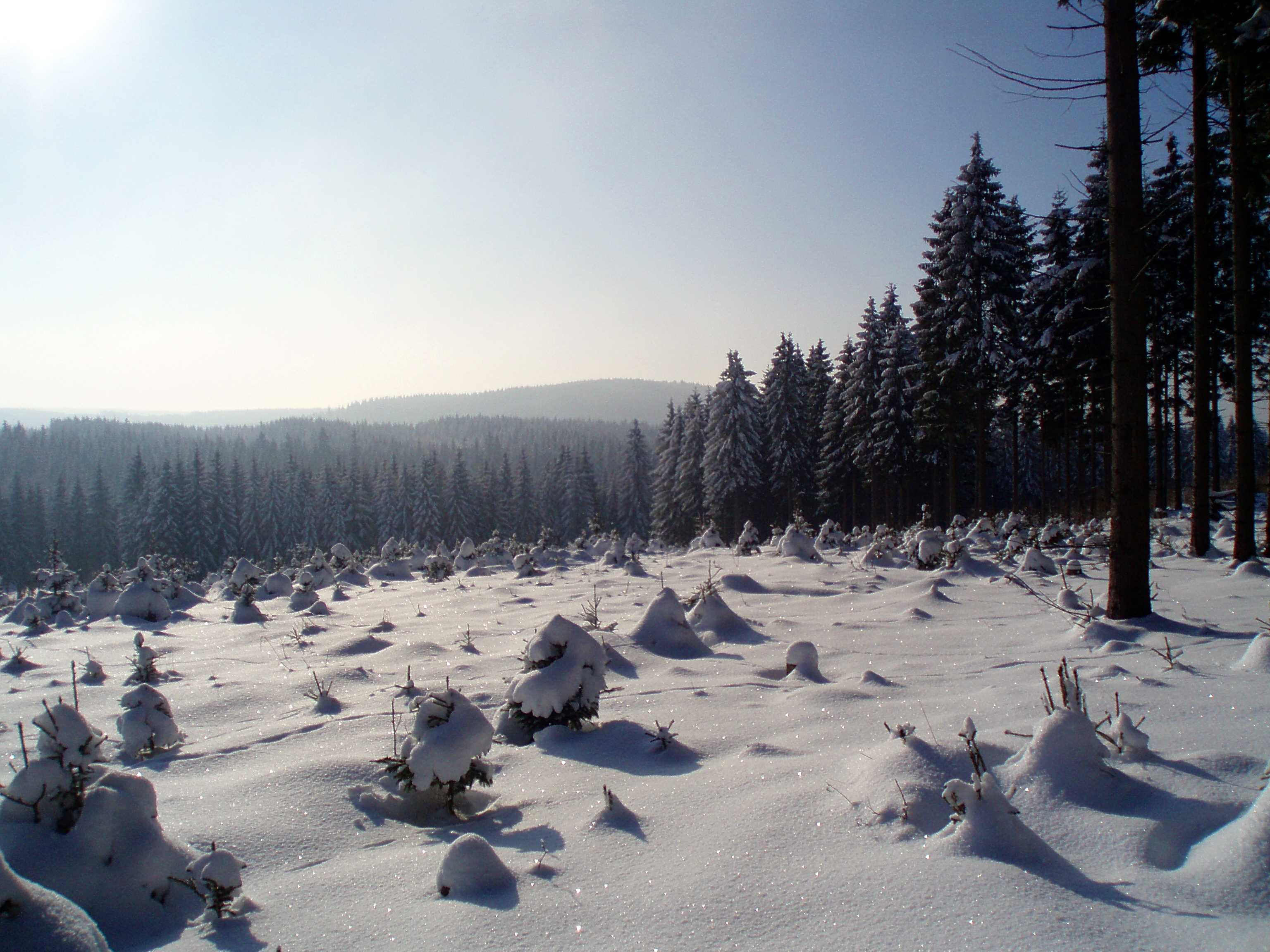
Blick über einen Teil des Grubenfeldes zum Sandfelsberg

Walts Gott war ein Zinnbergwerk am Hinteren Rabenberg im Bergamtrevier Johanngeorgenstadt im westlichen Erzgebirge.

## Geschichte
Die Walts Gott Fundgrube wurde 1723 unweit des Niederdorfer Weges aufgenommen, der von Johanngeorgenstadt über den Rabenberg nach Breitenbrunn führt. Im 18. Jahrhundert entwickelte sich ein umfangreiches Bergwerk mit Fundgrube, 13 unteren Maaßen, einigen oberen Maaßen, umfangreichen Untertageanlagen sowie zeitweilig bis zu fünf Pochwerken, die vor allem im Seifenbachtal lagen. Zusätzlich wurde das dem Steiger Johann Georg Kircheis gehörige Pochwerk auf dem Rabenberg angekauft. Die Grubenbaue waren mit zwei Kunsträdern versehen, die über zwei Kunstgräben mit Aufschlagwasser versorgt wurden.
Der preußische Oberbergrat Johann Jakob Ferber, der das Bergwerk befahren hat, gibt 1778 eine Beschreibung ihrer Ausmaße:

„Ich bin angefahren durch den Tageschacht, so auf dem Granitgang steht, 19 L. beynahe seiger herunter auf den obern Stolln, woselbst ein 14 Ellen hohes Kunstrad vorgerichtet ist. Ferner durch den Kunstschacht (der 24 L. tief ist) 20 L. herunter auf der 20 Lachterstrecke; auf dieser 8 L. gegen Morgen, wo der Granitgang in und zwischen Schiefer in 2 Trümmern à 1 bis 1½ Elle mächtig befunden worden. ... Unter der 20 L. Strecke 4 L. ist ein neuer Absatz des Kunstschachtes 13 L. tief, bis auf den Stroßenbau, welcher gen Morgen und Abend erlängt ist und 50 L. austrägt.“

1755 ordnete Neugart von Gartenberg am Rabenberg oberhalb der Haberlandmühle die Anlegung des Tiefen Walts Gotter Erbstolln durch die Walts Gotter Fundgrübner und Maßner an, dessen Zweckmäßigkeit sowohl von den beteiligten Bergwerken als auch vom zuständigen Bergamt Johanngeorgenstadt in Frage gestellt wurde. Dieser Stolln erreichte keine große Länge und wurde frühzeitig wieder aufgegeben.

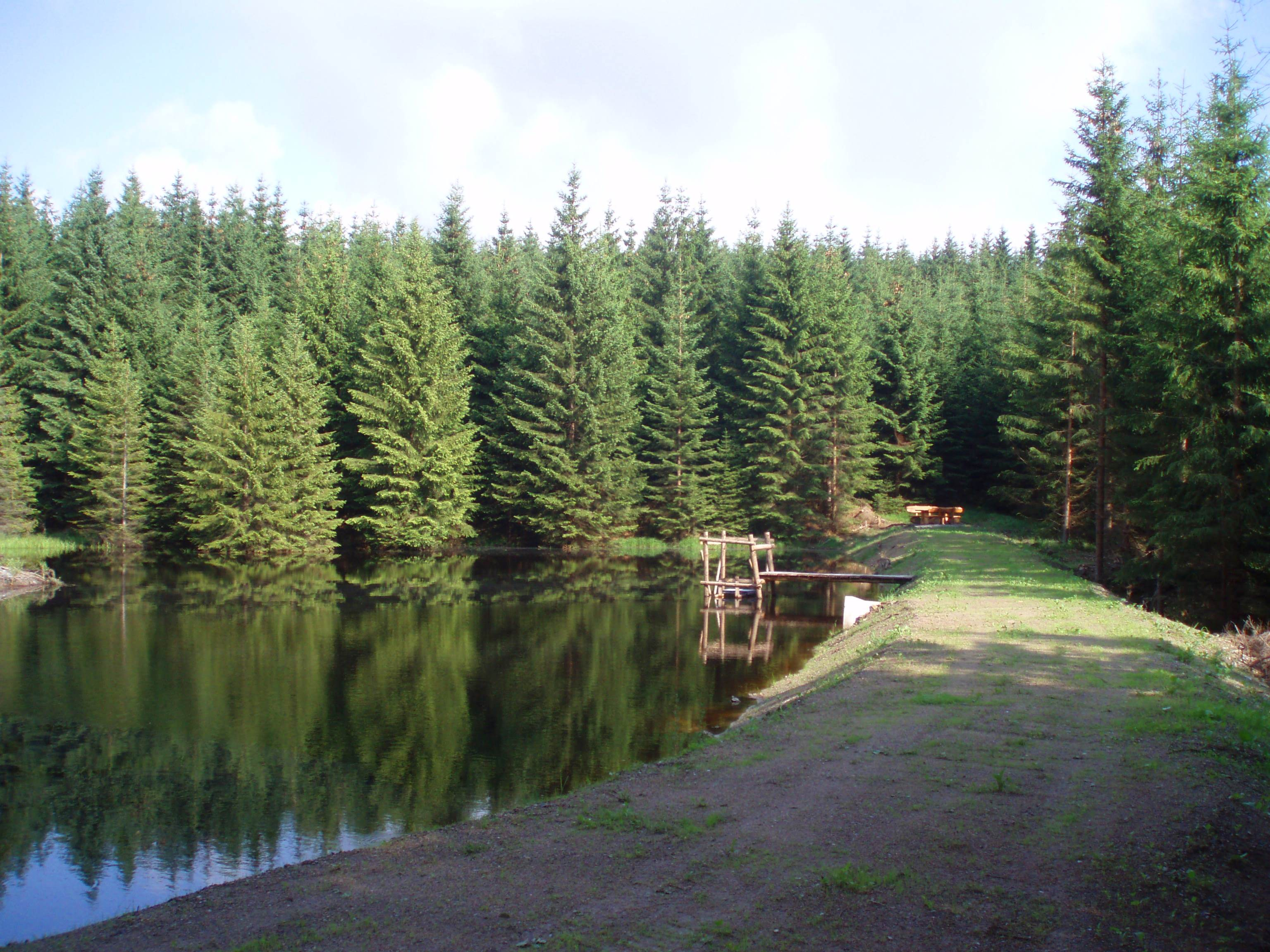
Preißhausteich – Beginn des Walts-Gott-Kunstgrabens

Da ständig mehr Aufschlagwasser erforderlich war, bemühten sich die Gewerken um die Verleihung der Alter und Neuer Segen Gottes sowie Streitseifener Stollnwasser beim Bergamt in der böhmischen Bergstadt Platten. Die Verleihung erfolgte unter der Bedingung, dass auch kurzfristig eine Aufkündigung des Wasserrechtes möglich ist, sofern sich bei den böhmischen Zechen Eigenbedarf an diesem Wasser ergab. Letzteres war jedoch nicht der Fall. Das Wasser wurde in der Nähe des Preißhauses angestaut und in einem Kunstgraben zum Pochwerk geleitet. Mehrfach kam es zu mutwilligen Verstopfungen des Teichfluters, wodurch der Pochwerksbetrieb massiv behindert wurde.
Das Bergwerk verfügte über ein eigenes Zechenhaus, das aus einer Kaue mit einem als Betstube benutzten Raum bestand, jedoch aufgrund einer brennengelassenen Kerze abbrannte. Die übertägigen Relikte der Grube und deren Halden sind heute noch deutlich im bewaldeten Gelände erkennbar, aber nicht ausgeschildert.